# 24238 Adkerson
24238 Adkerson este un asteroid din centura principală de asteroizi.

## Descriere
24238 Adkerson este un asteroid din centura principală de asteroizi. A fost descoperit pe 7 decembrie 1999 la Socorro, New Mexico, în cadrul proiectului LINEAR. Asteroidul prezintă o orbită caracterizată de o semiaxă mare de 2,39 ua, o excentricitate de 0,08 și o înclinație de 6,9° în raport cu ecliptica.